# Mistrzostwa Europy w Pływaniu 1999
24. Mistrzostwa Europy w Pływaniu odbyły się w Stambule w Turcji pod patronatem Europejskiej Federacji Pływackiej (LEN – Ligue Européenne de Natation). Trwały od 26 lipca do 1 sierpnia 1999. Oprócz zawodów pływackich na krytym basenie 50-metrowym, zawodnicy rywalizowali w skokach do wody i pływaniu synchronicznym.

## Klasyfikacja medalowa
| Klasyfikacja medalowa |                 |    |    |    |     |
| Lp.                   | Państwo         | Z  | S  | B  | R-m |
| 1                     | Niemcy          | 12 | 13 | 11 | 36  |
| 2                     | Rosja           | 10 | 9  | 5  | 24  |
| 3                     | Holandia        | 9  | 2  | 2  | 13  |
| 4                     | Ukraina         | 5  | 3  | 3  | 11  |
| 5                     | Szwecja         | 3  | 5  | 2  | 10  |
| 6                     | Wielka Brytania | 3  | 4  | 6  | 13  |
| 7                     | Francja         | 3  | 3  | 6  | 12  |
| 8                     | Węgry           | 3  | 1  | 1  | 5   |
| 9                     | Włochy          | 2  | 4  | 6  | 12  |
| 10                    | Rumunia         | 2  | 4  | 3  | 9   |
| 11                    | Hiszpania       | 2  | 4  | 0  | 6   |
| 12                    | Dania           | 1  | 0  | 0  | 1   |
| 13                    | Chorwacja       | 0  | 3  | 0  | 3   |
| 14                    | Izrael          | 0  | 1  | 1  | 2   |
| 15                    | Polska          | 0  | 0  | 3  | 3   |
| 16                    | Finlandia       | 0  | 0  | 2  | 2   |
| 17                    | Białoruś        | 0  | 0  | 1  | 1   |
| 17                    | Czechy          | 0  | 0  | 1  | 1   |
| 17                    | Belgia          | 0  | 0  | 1  | 3   |
| 17                    | Słowenia        | 0  | 0  | 1  | 1   |

### Mężczyźni
| Konkurencja:        | Złoto:                                                                                    | Czas     | Srebro:                                                                             | Czas     | Brąz:                                                                                | Czas     |
| Styl dowolny        |                                                                                           |          |                                                                                     |          |                                                                                      |          |
| Mężczyźni 50 m      | Pieter van den Hoogenband · Holandia                                                      | 22,06    | Lorenzo Vismara · Włochy                                                            | 22,21    | Aleksandr Popow · Rosja                                                              | 22,32    |
| Mężczyźni 100 m     | Pieter van den Hoogenband · Holandia                                                      | 48,47    | Aleksandr Popow · Rosja                                                             | 48,82    | Lars Frölander · Szwecja                                                             | 49,40    |
| Mężczyźni 200 m     | Pieter van den Hoogenband · Holandia                                                      | 1:47,09  | Paul Palmer · Wielka Brytania                                                       | 1:48,01  | Massimiliano Rosolino · Włochy                                                       | 1:48,37  |
| Mężczyźni 400 m     | Paul Palmer · Wielka Brytania                                                             | 3:48,12  | Emiliano Brembilla · Włochy                                                         | 3:48,50  | Dragos Coman · Rumunia                                                               | 3:49,04  |
| Mężczyźni 1500 m    | Ihor Snitko · Ukraina                                                                     | 15:07,19 | Dragos Coman · Rumunia                                                              | 15:13,10 | Sylvain Cros · Francja                                                               | 15:18,26 |
| Styl grzbietowy     |                                                                                           |          |                                                                                     |          |                                                                                      |          |
| Mężczyźni 50 m      | Stev Theloke · Niemcy                                                                     | 25,66    | Thomas Rupprath · Niemcy                                                            | 25,94    | Mariusz Siembida · Polska                                                            | 26,07    |
| Mężczyźni 100 m     | Stev Theloke · Niemcy                                                                     | 55,16    | Gordan Kožulj · Chorwacja                                                           | 55,84    | Eithan Urbach · Izrael                                                               | 55,87    |
| Mężczyźni 200 m     | Ralf Braun · Niemcy                                                                       | 1:59,74  | Gordan Kožulj · Chorwacja                                                           | 2:00,07  | Emanuele Merisi · Włochy                                                             | 2:00,50  |
| Styl klasyczny      |                                                                                           |          |                                                                                     |          |                                                                                      |          |
| Mężczyźni 50 m      | Mark Warnecke · Niemcy                                                                    | 27,95    | Ołeh Lisohor · Ukraina                                                              | 28,21    | Károly Güttler · Węgry                                                               | 28,29    |
| Mężczyźni 100 m     | Domenico Fioravanti · Włochy                                                              | 1:01,34  | Mark Warnecke · Niemcy                                                              | 1:01,97  | Stephan Perrot · Francja                                                             | 1:02,08  |
| Mężczyźni 200 m     | Stephan Perrot · Francja                                                                  | 2:12,46  | Dmitrij Komornikow · Rosja                                                          | 2:12,88  | Johan Bernard · Francja                                                              | 2:12,96  |
| Styl motylkowy      |                                                                                           |          |                                                                                     |          |                                                                                      |          |
| Mężczyźni 50 m      | Pieter van den Hoogenband · Holandia                                                      | 23,89    | Miloš Milošević · Chorwacja                                                         | 24,17    | Mark Foster · Wielka Brytania · Lars Frölander · Szwecja                             | 24,39    |
| Mężczyźni 100 m     | Lars Frölander · Szwecja                                                                  | 52,61    | James Hickman · Wielka Brytania                                                     | 52,97    | Denys Syłantiew · Ukraina                                                            | 53,04    |
| Mężczyźni 200 m     | Franck Esposito · Francja                                                                 | 1:57,20  | Denys Syłantiew · Ukraina                                                           | 1:57,29  | Anatolij Poliakow · Rosja                                                            | 1:5789   |
| Styl zmienny        |                                                                                           |          |                                                                                     |          |                                                                                      |          |
| Mężczyźni 200 m     | Marcel Wouda · Holandia                                                                   | 2:01,43  | Massimiliano Rosolino · Włochy                                                      | 2:01,46  | Jani Sievinen · Finlandia                                                            | 2:02,11  |
| Mężczyźni 400 m     | Frederik Hviid · Hiszpania                                                                | 4:17,16  | Mickey Halika · Izrael                                                              | 4:17,49  | Marcel Wouda · Holandia                                                              | 4:18,26  |
| Styl dowolny        |                                                                                           |          |                                                                                     |          |                                                                                      |          |
| Mężczyźni 4 × 100 m | Johan Kenkhuis · Mark Veens · Marcel Wouda · Pieter van den Hoogenband · Holandia         | 3:16,27  | Denis Pimankow · Siergiej Asjichmin · Dimitrij Czernyszew · Aleksandr Popow · Rosja | 3:19,49  | Christian Keller · Lars Marserburg · Christian Tröger · Lars Conrad · Niemcy         | 3:20,20  |
| Mężczyźni 4 × 200 m | Christian Keller · Stefan Pohl · Lars Conrad · Michael Kiedel · Niemcy                    | 7:19,63  | Paul Palmer · Gavin Meadows · James Salter · Edward Sinclair · Wielka Brytania      | 7:19,91  | Maksim Korsunow · Dimitrij Kuzmin · Andriej Kaprałow · Dimitrij Czernyszew · Rosja   | 7:25,36  |
| Styl zmienny        |                                                                                           |          |                                                                                     |          |                                                                                      |          |
| Mężczyźni 4 × 100 m | Klaas-Erik Zwering · Marcel Wouda · Stefan Aartsen · Pieter van den Hoogenband · Holandia | 3:39,52  | Stev Theloke · Mark Warnecke · Christian Keller · Christian Trögler · Niemcy        | 3:40,15  | Sergiej Ostapczuk · Dmitrij Komornikow · Władysław Kulikow · Aleksandr Popow · Rosja | 3:41,18  |

## Otwarty akwen

### Rezultaty
| Konkurencja:    | Złoto:                          | Punkty    | Srebro:                  | Punkty    | Brąz:                    | Punkty    |
| Mężczyźni 5 km  | Jewgiennij Beztruczenko · Rosja | 59:08,1   | Aleksiej Akatiew · Rosja | 59:13,5   | Samuele Pampana · Włochy | 55:16,1   |
| Mężczyźni 25 km | Aleksiej Akatiew · Rosja        | 5:11:06,6 | Anton Sanaczew · Rosja   | 5:11:59,7 | André Wilde · Niemcy     | 5:12:40,8 |

### Kobiety
| Konkurencja:      | Złoto:                                                                                | Czas    | Srebro:                                                                            | Czas    | Brąz:                                                                            | Czas    |
| Styl dowolny      |                                                                                       |         |                                                                                    |         |                                                                                  |         |
| Kobiety 50 m      | Inge de Bruijn · Holandia                                                             | 24,99   | Therese Alshammar · Szwecja                                                        | 25,30   | Alison Sheppard · Wielka Brytania                                                | 25,33   |
| Kobiety 100 m     | Sue Rolph · Wielka Brytania                                                           | 55,03   | Inge de Bruijn · Holandia                                                          | 55,24   | Sandra Völker · Niemcy                                                           | 55,36   |
| Kobiety 200 m     | Camelia Potec · Rumunia                                                               | 1:58,79 | Kerstin Kielgass · Niemcy                                                          | 2:00,09 | Natalia Baranowska · Białoruś                                                    | 2:00,18 |
| Kobiety 400 m     | Kerstin Kielgass · Niemcy                                                             | 4:08,09 | Camelia Potec · Rumunia                                                            | 4:08,57 | Jana Kłoczkowa · Ukraina                                                         | 4:10,11 |
| Kobiety 800 m     | Hannah Stockbauer · Niemcy                                                            | 8:33,79 | Kirsten Vlieghuis · Holandia                                                       | 8:35,19 | Jana Henke · Niemcy                                                              | 8:37,06 |
| Styl grzbietowy   |                                                                                       |         |                                                                                    |         |                                                                                  |         |
| Kobiety 50 m      | Sandra Völker · Niemcy                                                                | 28,71   | Nina Żiwanewska · Hiszpania                                                        | 29,02   | Metka Sparavec · Słowenia                                                        | 29,25   |
| Kobiety 100 m     | Sandra Völker · Niemcy                                                                | 1:01,39 | Nina Żiwanewska · Hiszpania                                                        | 1:01,98 | Roxana Maracineanu · Francja                                                     | 1:02,47 |
| Kobiety 200 m     | Roxana Maracineanu · Francja                                                          | 2:11,94 | Julija Fomienko · Rosja · Cathleen Rund · Niemcy                                   | 2:13,33 |                                                                                  |         |
| Styl klasyczny    |                                                                                       |         |                                                                                    |         |                                                                                  |         |
| Kobiety 50 m      | Ágnes Kovács · Węgry                                                                  | 31,44   | Zoë Baker · Wielka Brytania                                                        | 31,53   | Janne Schäfer · Niemcy                                                           | 32,22   |
| Kobiety 100 m     | Ágnes Kovács · Węgry                                                                  | 1:08,75 | Switłana Bondarenko · Ukraina                                                      | 1:09,33 | Brigitte Becue · Belgia                                                          | 1:10,23 |
| Kobiety 200 m     | Ágnes Kovács · Węgry                                                                  | 2:27,12 | Beatrice Câșlaru · Rumunia                                                         | 2:27,80 | Alicja Pęczak · Polska                                                           | 2:28,93 |
| Styl motylkowy    |                                                                                       |         |                                                                                    |         |                                                                                  |         |
| Kobiety 50 m      | Anna-Karin Kammerling · Szwecja                                                       | 26,29   | Johanna Sjöberg · Szwecja                                                          | 26,93   | Chantal Groot · Holandia                                                         | 27,41   |
| Kobiety 100 m     | Inge de Bruijn · Holandia                                                             | 58,49   | Johanna Sjöberg · Szwecja                                                          | 58,97   | Diana Mocanu · Rumunia                                                           | 1:00,02 |
| Kobiety 200 m     | Mette Jacobsen · Dania                                                                | 2:10,40 | Maria Peláez · Hiszpania                                                           | 2:11,49 | Otylia Jędrzejczak · Polska                                                      | 2:11,60 |
| Styl zmienny      |                                                                                       |         |                                                                                    |         |                                                                                  |         |
| Kobiety 200 m     | Jana Kłoczkowa · Ukraina                                                              | 2:14,02 | Beatrice Câșlaru · Rumunia                                                         | 2:15,12 | Sabine Klenz · Niemcy                                                            | 2:16,95 |
| Kobiety 400 m     | Jana Kłoczkowa · Ukraina                                                              | 4:38,14 | Beatrice Câșlaru · Rumunia                                                         | 4:40,98 | Hana Cerná · Czechy                                                              | 4:45,45 |
| Styl dowolny      |                                                                                       |         |                                                                                    |         |                                                                                  |         |
| Kobiety 4 × 100 m | Katrin Meissner · Antje Buschschulte · Franziska van Almsick · Sandra Völker · Niemcy | 3:40,87 | Louise Jöhncke · Johanna Sjöberg · Malin Svahnström · Therese Alshammar · Szwecja  | 3:43,07 | Alison Sheppard · Claire Huddart · Karen Pickering · Sue Rolph · Wielka Brytania | 3:43,55 |
| Kobiety 4 × 200 m | Franziska van Almsick · Silvia Szalai · Hannah Stockbauer · Kerstin Kielgass · Niemcy | 8:01,66 | Josefin Lillhage · Malin Svahnström · Johanna Sjöberg · Louise Jöhncke · Szwecja   | 8:07,37 | Camelia Potec · Lorena Diaonescu · Simona Păduraru · Beatrice Câșlaru · Rumunia  | 8:07,75 |
| Styl zmienny      |                                                                                       |         |                                                                                    |         |                                                                                  |         |
| Kobiety 4 × 100 m | Therese Alshammar · Maria Östling · Johanna Sjöberg · Malin Svahnström · Szwecja      | 4:07,52 | Sandra Völker · Silvia Pulfrich · Franziska van Almsick · Katrin Meissner · Niemcy | 4:07,79 | Katy Sexton · Zoë Baker · Sue Rolph · Karen Pickering · Wielka Brytania          | 4:09,18 |

## Otwarty akwen

### Rezultaty
| Konkurencja:  | Złoto:                | Punkty    | Srebro:                | Punkty    | Brąz:                  | Punkty    |
| Kobiety 5 km  | Peggy Büchse · Niemcy | 1:01:56,6 | Viola Valli · Włochy   | 1:01:57,8 | Britta Kamrau · Niemcy | 1:02:00,6 |
| Kobiety 25 km | Olga Gusiewa · Rosja  | 5:58:28,3 | Angela Maurer · Niemcy | 5:59:30,5 | Britta Kamrau · Niemcy | 5:59:33,2 |

## Skoki
| Konkurencja:             | Złoto:                                              | Punkty | Srebro:                                    | Punkty | Brąz:                                            | Punkty |
| Skoki Indywidualne       |                                                     |        |                                            |        |                                                  |        |
| Mężczyźni 1 m Trampolina | José Miguel Gil · Hiszpania                         | 396,66 | Andreas Wels · Niemcy                      | 395,97 | Stefan Ahrens · Niemcy                           | 367,68 |
| Kobiety 1 m Trampolina   | Wiera Iljina · Rosja                                | 283,41 | Irina Laszko · Rosja                       | 277,59 | Conny Schmalfuss · Niemcy                        | 265,11 |
| Mężczyźni 3 m Trampolina | Tony Ally · Wielka Brytania                         | 415,62 | Imre Lengyel · Węgry                       | 402,30 | Jukka Piekkanen · Finlandia                      | 395,70 |
| Kobiety 3 m Trampolina   | Wiera Iljina · Rosja                                | 312,39 | Irina Laszko · Rosja                       | 293,67 | Conny Schmalfuss · Niemcy                        | 293,55 |
| Mężczyźni 10 m Platforma | Dimitrij Sautin · Rosja                             | 435,87 | Heiko Meyer · Niemcy                       | 426,18 | Roman Wołodkow · Ukraina                         | 416,52 |
| Kobiety 10 m Platforma   | Jelena Żupina · Ukraina                             | 338,28 | Dolores Sáez · Hiszpania                   | 329,22 | Swietłana Timoszinina · Rosja                    | 307,23 |
| Skoki Synchroniczne      |                                                     |        |                                            |        |                                                  |        |
| Mężczyźni 3 m Trampolina | Nicola Marconi · Donald Miranda · Włochy            | 303,24 | Alexander Mesch · Holger Schlepps · Niemcy | 299,79 | Tony Ally · Mark Schipman · Wielka Brytania      | 296,01 |
| Kobiety 3 m Trampolina   | Ganna Sorokina · Jelena Żupina · Ukraina            | 285,15 | Simona Koch · Conny Schmalfuss · Niemcy    | 281,10 | Odila Arboles-Souchon · Julie Danaux · Francja   | 262,68 |
| Mężczyźni 10 m Platforma | Jan Hempel · Heiko Meyer · Niemcy                   | 320,46 | Igor Łukaszin · Władimir Timoszin · Rosja  | 318,39 | Leon Taylor · Pete Waterfield · Wielka Brytania  | 295,44 |
| Kobiety 10 m Platforma   | Jewgenija Olszewska · Swietłana Timoszinina · Rosja | 272,46 | Anke Piper · Ute Wetzig · Niemcy           | 264,69 | Odile Arboles-Souchon · Julie Danaux · Hiszpania | 254,94 |

## Synchronizacja

### Rezultaty
| Konkurencja: | Złoto:                                    | Punkty | Srebro:                                  | Punkty | Brąz:                                         | Punkty |
| Solo         | Olga Brusnikina · Rosja                   | 99,000 | Virgine Dedieu · Francja                 | 97,680 | Giovanna Burlando · Włochy                    | 95,880 |
| Dwójki       | Olga Brusnikina · Maria Kisielewa · Rosja | 99,160 | Virgine Dedieu · Myriam Lignot · Francja | 97,240 | Giovanna Burlando · Maurizia Cecconi · Włochy | 96,000 |
| Drużynowo    | Rosja · Rosja                             | 99,080 | Francja · Włochy                         | 97,480 | Włochy · Francja                              | 96,240 |